# 马扎里沙里夫
馬扎里沙里夫（波斯語：‎）位于阿富汗北部邻近乌兹别克斯坦边境，是巴尔赫省的首府和阿富汗第四大城市，公路往東與昆都士連接，向東南通向首都喀布爾，向西可到赫拉特，向北則往烏茲別克。
馬扎里沙里是阿富汗重要的旅遊城市，當地有許多以穆斯林及希臘建築風格建成的古建築。在中國的史書裡，馬扎里沙里又稱為伐济腊巴德、伐济纳巴德、藍氏城、拔底延城等名稱，是嚈噠帝國的都城。1998年8月8日，塔利班占领马扎里沙里夫，并且在城内开展了持续三天的屠杀，约8000平民遭到杀害。2001年11月10日，马扎里沙里夫被北方联盟重新占领。
2017年4月22日当地阿富汗国民军基地遭到塔利班袭击，至少135人死亡。
2021年8月14日，該市遭到塔利班佔領。

## 相關影視作品
- 2018年電影 - 《12猛漢》